# Born to Be Alive (chanson)
Cet article concerne la chanson de Patrick Hernandez. Pour l'album du même chanteur, voir Born to Be Alive.
Singles de Patrick Hernandez
You Turn Me On
(1979)
Born to Be Alive est une chanson du chanteur français Patrick Hernandez, composée en 1973, initialement sortie en 1978 et qui a d'abord connu le succès en Italie la même année sous une version remixée, version qui sortira au début de l'année suivante en France ainsi que dans d'autres pays européens, avec succès.
En 2024, la marque de produits alimentaires biologiques Bjorg décide d’utiliser le morceau dans une version remixée dans l’une de ses publicités.

## Genèse
La chanson a été écrite par Patrick Hernandez et produite par Jean Vanloo. En 1979, elle donne son titre au premier album studio du chanteur, Born to Be Alive. Le single a rencontré un succès mondial à l'époque, notamment en Europe où Born to Be Alive se classe no 1 en Autriche, en Suède, en Norvège et en France.

## Postérité
Born to Be Alive est le premier single et le seul grand succès du chanteur français. Celui-ci prétend dans sa biographie Alive ! que la chanson est « le troisième titre le plus vendu de l'histoire aux États-Unis », qu'il a « obtenu 56 disques d'or dans 25 pays » et que « 27 millions d'exemplaires ont été vendus à travers le monde ». Cependant, ces informations sont contredites par la RIAA (le titre ne figurant pas parmi les 100 meilleures ventes aux États-Unis), le Livre Guinness des records et les organismes officiels (la chanson n'ayant reçu qu'un disque de platine au Canada, un disque d'or aux États-Unis et en Allemagne, et un disque d'argent au Royaume-Uni).
Selon le chanteur, le single lui rapporterait en droits d'auteur entre l'équivalent de « 800 et 1 500 euros par jour ».

## Formats et liste des pistes

### 7" Single
1. Born To Be Alive - 3:05
2. Born To Be Alive (Disco Instrumental) - 3:40

### 12" Maxi
1. Born To Be Alive - 5:55
2. I Give You A Rendez-Vous - 3:30

## Classement par pays
| Classement (1979)                          | Meilleure position |
| ------------------------------------------ | ------------------ |
| France (IFOP)                              | 1                  |
| Suisse (Schweizer Hitparade)               | 5                  |
| Autriche (Ö3 Austria Top 40)               | 1                  |
| Pays-Bas (Nederlandse Top 40)              | 12                 |
| Suède (Sverigetopplistan)                  | 1                  |
| Norvège (VG-lista)                         | 1                  |
| Nouvelle-Zélande (RMNZ)                    | 1                  |
| États-Unis (Billboard Hot 100)             | 16                 |
| États-Unis (Dance Music/Club Play Singles) | 1                  |
| Australie (Kent Music Report)              | 1                  |
| Belgique (Flandre Ultratop 50 Singles)     | 2                  |
| Belgique (VRT Top 30 Flanders)             | 1                  |
| Canada (CHUM (en))                         | 12                 |
| Canada (RPM 100 Singles)                   | 1                  |
| Canada (RPM Adult Oriented Playlist)       | 10                 |
| Canada (RPM Disco Playlist)                | 1                  |
| Danemark (IFPI)                            | 1                  |
| Finlande                                   | 5                  |
| Royaume-Uni (UK Singles Chart)             | 10                 |
| Afrique du Sud (Springbok Radio)           | 6                  |
| Espagne (AFE)                              | 1                  |
| Pays-Bas (Single Top 100)                  | 12                 |
| Allemagne (Media Control AG)               | 1                  |
| Italie (FIMI)                              | 1                  |
| Mexique                                    | 1                  |

## Certifications
| Pays              | Certification | Ventes certifiées |
| ----------------- | ------------- | ----------------- |
| Allemagne         | Or            | 250 000           |
| Canada            | Platine       | 150 000           |
| États-Unis (RIAA) | Or            | 1 000 000         |
| Royaume-Uni (BPI) | Argent        | 250 000           |

## Dans la culture
La chanson est reprise sur les bandes originales des films Poltergay (2006) où elle est interprétée sur un tempo beaucoup plus lent par l'actrice Julie Depardieu accompagnée du groupe Moto, et dans Le Skylab (2011) dans sa version originale.
Le groupe espagnol originaire de Barcelone Dr Calypso reprend cette chanson sur la compilation I Love 70's de 2003, dans une version ska-reggae.
Une version instrumentale est audible dans le film Climax (2018) de Gaspar Noé.
Cette chanson a été utilisée lors de la cérémonie de clôture des Jeux paralympiques de Paris 2024.